# Кавадзи Рюко
Кавадзи Рюко (яп. 川路 龍子 Кавадзи Рю:ко, 23 августа 1915 года — 20 апреля 1996 года) — японская актриса театра и кино. Звезда театра «Сётику Кагекидан» (SKD). Родилась в Токио. Настоящее имя Тиба Рю (яп. 千葉 柳 Тиба Рю:). Знак зодиака — Дева.

## Биография
Кавадзи Рюко родилась 23 августа 1915 года в Токио в районе Нихомбаси Хисамацу-тё (сейчас район Тюо).
В 1931 году в 16 лет поступила в 10-й класс музыкальной школы при женском театре «Сётику Кагекидан» (SKD). В этом же году дебютировала в ежегодном осеннем шоу «Aki no Odori» как актриса мужских ролей  (яп. 男役 отокояку). Во время дебюта приняла сценическое имя — Кавамити Рюко (яп. 河路 龍子). Позже оно было пересмотрено и изменено на Кавадзи Рюко. В это время актриса участвует в своих первых мюзиклах «Кадеты» (яп. 士官候補生 Shikan kōho-sei) 1935 года и «Царство Небесное» (яп. 天国太平記 Tengoku taihei-ki) 1938 года.
В возрасте 24 лет в 1939 году получает повышение и становится управляющей  (яп. 幹部 камбу) в театральной труппе. В 1944 году (29 лет) Рюко становится одной из главных управляющих  (яп. 大幹部 о:камбу) в «Сётику Кагекидан», и уже в следующем году заключает эксклюзивный контракт непосредственно со штаб-квартирой компании «Сётику», начиная участвовать в представлениях на правах «особой звезды». Вместе с Одзуки Саэко она играла активную роль главной звезды мужских ролей в SKD.
В 1963 году (в 48 лет) она получает поощрительную государственную премию фестиваля искусств  (яп. ) (яп. 芸術祭 National Arts Festival) за 28-й показ ежегодного танцевального шоу «Aki no Odori».
В 1965 году в 50 лет подает в отставку. Заканчивает свою сценическую карьеру во время 34-го показа шоу «Tokyo Odori». Однако из театра актриса окончательно не уходит, и ещё в течение долгого времени лично занимается дизайном, разработкой и пошивом костюмов к постановкам, а также административной работой в театре.
Многие шоу, в которых Кавадзи Рюко принимала участие, считались образцовыми, среди них такие постановки как «Идём на Запад»  (яп. 西域へ行く сайики э ику, 1948 г.),  «Дракон и тигр» (яп. 竜虎 рю:ко, 1954 год) ,  «Осень на родине» (яп. ふるさとの秋 фурусато но аки, 1962), «Rakka Fu» (яп. 落花譜) 1964 и т. д.
На её постановках присутствовали члены японской королевской семьи, уполномоченные послы различных стран, а также знаменитые западные актрисы и актёры. В 1954 году Кавадзи Рюко знакомится с Кларком Гейблом, который посещает представления труппы SKD в театре «Кокусай Гекидзё». Несколько раз она была в заграничных турне для изучения опыта западных исполнителей.
Во время своей работы в театре и после отставки Кавадзи Рюко активно снималась в кино: с 1949 г. и далее участвует в различных фильмах.
В 1949 году в фильме  «Танцующий Дворец Дракона» (яп. 踊る龍宮城 одору рю:гу:дзё) сыграла роль Урасима Таро, в 1950-м году в фильме  «Онна Сансиро» (яп. 女三四郎 онна сансиро:) сыграла знаменитую женщину-дзюдоистку Косаки Кацуко.
В 1951 году появляется в фильме «Время больших мечтаний» (яп. 夢多き頃 Yume ōki koro).
В 1954 году Кавадзи Рюко играет главную роль в исторической ленте «Пылающий Шанхай» (яп. 燃える上海 Moeru Shanghai). Это была одна из первых японских экранизаций биографии Кавасимы Ёсико — китайской принцессы, легендарной «Красавицы в мужских костюмах» (яп. 男装の麗人 Dansō no reijin), японской шпионки.
Фильм получает успех в прокате, а фанатки актрисы начинают также называть её «Красавицей в мужских костюмах».
Актриса умерла 20 апреля 1996 года в возрасте 80-ти лет.

## Личная жизнь
Кавадзи Рюко никогда не состояла в браке и не имела детей. Всю свою жизнь она проработала в женском театре «Сётику Кагекидан» в качестве актрисы, управляющей и руководительницы. Однако она имела очень близкие отношения со своей коллегой по театру, актрисой Одзуки Саэко. Их повсюду видели вместе даже после того, как Кавадзи ушла со сцены. Также две женщины жили вместе.

## Спектакли
- Aki no Odori (яп. 秋のをどり), 1931
- Shikan kōho-sei (яп. 士官候補生), 1935
- Tengoku taihei-ki (яп. 天国太平記), 1938
- Saiiki e iku (яп. 西域へ行く), 1948
- Ryūko (яп. 竜虎), 1954
- Furusato no aki (яп. ふるさとの秋), 1962
- Rakka Fu (яп. 落花譜), 1964

## Фильмы
- Sabaku Mitokōmon (яп. 裁く水戸黄門), 1941
- Grand Show 1946 nen (яп. グランド・ショウ1946年), 1946 — сыграла саму себя
- Ikina fūraibō (яп. 粋な風来坊), 1946 — Охару
- Machibôke no onna, 1946 — Санаэ
- Odoru ryūgūjō (яп. 踊る竜宮城), 1949 — Урасима Таро
- On’nasanshirō (яп. 女三四郎), 1950 — Косаки Кацуко
- Onna Sazen: Tsubanari mutô-ryû no maki (яп. 女佐膳), 1950
- Ôgon bat: Matenrô no kaijin (яп. 黄金バット 摩天楼の怪人), 1950
- Yume ōki koro (яп. 夢多き頃), 1951 — Каору Усио
- Chinsetsu chūshingura (яп. 珍説忠臣蔵), 1953
- Moeru Shanghai (яп. 燃える上海), 1954 год — Кавасима Ёсико